# 志道保亮
志道 保亮（しじ やすすけ、1884年（明治17年）7月1日 - 1968年（昭和43年）11月18日）は、大日本帝国陸軍軍人。最終階級は陸軍少将。功三級。

## 経歴
山口県萩市出身。陸軍士官学校第16期卒業。1920年（大正9年）8月に陸軍歩兵少佐に進級し、1923年（大正12年）9月時点で第5師団参謀の任にあった。1924年（大正13年）8月に陸軍歩兵中佐に進級と同時に歩兵第11連隊附となり、1927年（昭和2年）7月に仙台陸軍教導学校学生隊長に就任した。
1929年（昭和4年）8月1日、陸軍歩兵大佐進級と同時に神戸連隊区司令官に着任した。1932年（昭和7年）4月に歩兵第23連隊長（第6師団・歩兵第36旅団）に転じ、満州事変に出動。熱河作戦、関内作戦で活躍した。1934年（昭和9年）3月5日に陸軍少将進級と同時に歩兵第32旅団長（第4師団）に着任。1935年（昭和10年）8月1日に待命となり、8月28日に予備役に編入された。
予備役編入後の1939年（昭和14年）10月には国民精神総動員中央連盟より派遣され、北海道旭川市・札幌市・函館市で開催された講演会で講師を務めた。さらに陸軍士官学校第16期の同期生会幹事を務めた。1968年（昭和43年）11月18日、慶応義塾大学病院で死去。